# Julia Dean
Julia Dean (Saint Paul, 12 maggio 1878 – Hollywood, 17 ottobre 1952) è stata un'attrice statunitense, che iniziò la sua carriera artistica nel 1890.

## Biografia
Nata nel Minnesota, da Albert Clay Dean e Susan Jane Morton, era nipote dell'attrice Julia Dean Hayne, morta nel 1868. Julia aveva due fratelli, un maschio e la sorella Eloise. Fece il suo debutto teatrale nel 1890 e, il 1º dicembre 1901, quello a Broadway in The Altars of Friendship, un lavoro scritto da Madeleine Lucette Ryley. Recitò a fianco di Joseph Jefferson, uno dei più famosi attori americani di fine Ottocento, e con Macklyn Arbuckle, con il quale lavorò nel 1907 in The Round-Up. Dal 1906 al 1913 fu sposata con un collega di lavoro, l'attore Orme Caldara (1875–1925), il cui vero nome era Frank Slocum.
Julia Dean ebbe anche una breve carriera cinematografica iniziata nel 1915 e interrotta pochi anni dopo, nel 1919. In quel periodo, prese parte a neanche una decina di pellicole, preferendo poi dedicarsi esclusivamente al teatro. Ritornò sugli schermi negli anni quaranta, in un ruolo di comprimaria nel noir Il giardino delle streghe (1944). Continuò a recitare ruoli di donna anziana, talvolta neppure accreditata, fino alla fine. I suoi due ultimi film, infatti, uscirono nel 1952, l'anno della sua morte a Hollywood, avvenuta a 74 anni. È sepolta al Forest Lawn Memorial Park di Glendale, in California.

## Filmografia
La filmografia è completa.

### Attrice
- Judge Not; or The Woman of Mona Diggings, regia di Robert Z. Leonard (1915)
- Matrimony, regia di Scott Sidney (1915)
- The Ransom, regia di Edmund Lawrence (1916)
- Rasputin, the Black Monk, regia di Arthur Ashley (1917)
- Ruling Passions, regia di Abraham S. Schomer (1918)
- A Society Exile, regia di George Fitzmaurice (1919)
- An Honorable Cad, regia di George Terwilliger (1919)
- Il giardino delle streghe (The Curse of the Cat People), regia di Gunther von Fritsch e Robert Wise (1944)
- Schiava del male (Experiment Perilous), regia di Jacques Tourneur (1944)
- Ogni donna ha il suo fascino (Do You Love Me), regia di Gregory Ratoff (1946)
- Eroi nell'ombra (O.S.S.), regia di Irving Pichel (1946)
- Fulmini a ciel sereno (Out of the Blue), regia di Leigh Jason (1947)
- La città magica (Magic Town), regia di William A. Wellman (1947)
- La fiera delle illusioni (Nightmare Alley), regia di Edmund Goulding (1947)
- Il valzer dell'imperatore (The Emperor Waltz), regia di Billy Wilder (1948)
- Il gigante di New York (Easy Living), regia di Jacques Tourneur (1949)
- Girls' School, regia di Lew Landers (1950)
- La gente mormora (People Will Talk), regia di Joseph L. Mankiewicz (1951)
- Fuga d'amore (Elopement), regia di Henry Koster (1951)
- I figli dei moschettieri (At Sword's Point), regia di Lewis Allen (1952)
- You for Me, regia di Don Weis (1952)

### Film o documentari dove appare Julia Dean
- How Molly Malone Made Good, regia di Lawrence B. McGill (1915)

## Spettacoli teatrali
- The Altar of Friendship (Broadway, 1º dicembre 1902)
- Merely Mary Ann (Broadway, 28 dicembre 1903)
- The Serio-Comic Governess (Broadway, 13 settembre 1904)
- The Little Gray Lady (Broadway, 22 gennaio 1906)
- A Marriage of Reason (Broadway, 1º aprile 1907)
- The Round Up (Broadway, 26 agosto 1907)
- The Lily (Broadway, 23 dicembre 1909)
- Bought and Paid For (Broadway, 26 settembre 1911)
- Her Own Money (Broadway, 1º settembre 1913)
- The Law of the Land (Broadway, 30 settembre 1914)
- On With the Dance (Broadway, 29 ottobre 1917)
- The Woman on the Index (Broadway, 29 agosto 1918)
- The Magic Melody (Broadway, 11 novembre 1919)
- Poldekin (Broadway, 9 settembre 1920)